# پی‌وی‌اچ
پی‌وی‌اچ (به انگلیسی: PVH) شرکت پوشاک آمریکایی است، که مالک برندهای کلوین کلاین، تامی هیلفیگر، ون هوزن، آیزود و ارو می‌باشد و به‌عنوان بزرگترین تولیدکننده تی‌شرت در جهان، شناخته می‌شود.
ریشه‌های تأسیس شرکت فیلیپس-ون هوزن (به‌اختصار: پی‌وی‌اچ) به سال ۱۸۷۶ بازمی‌گردد، که درامین جونز، اقدام به راه‌اندازی شرکت دی. جونز اند سانز نمود، که در زمینه تولید تی‌شرت و پیراهن فعالیت می‌نمود.
این شرکت دارای کارخانجات تولید لباس در سراسر جهان است، که در کشورهای بنگلادش، سری‌لانکا، جمهوری خلق چین، هندوراس، هنگ کنگ، اندونزی، فیلیپین، مالزی، مغولستان، سنگاپور، تایلند و تایوان مستقر می‌باشند.
دفتر مرکزی شرکت پی‌وی‌اچ در منهتن، نیویورک قرار دارد و سهام آن در بازار بورس نیویورک معامله می‌شود. محصولات پی‌وی‌اچ عمدتأ در فروشگاه‌های جی. سی. پنی، میسیز، کولز و دیلاردز عرضه می‌شوند، این شرکت همچنین مالک شبکه‌ای از ۷۰۰ فروشگاه نیز می‌باشد، که وظیفه توزیع محصولاتش را برعهده داشته و با برندهای کلوین کلاین، ون هوزن و آیزاد فعالیت می‌کنند.